# Блестящий малый трупиал
Блестящий малый трупиал (лат. Euphagus cyanocephalus) — певчая птица семейства трупиаловых. Обитает в Северной Америке.

## Описание
В брачном наряде самец полностью окрашен в чёрный цвет с пурпурно-фиолетовым отливом на голове и шее, а также зеленоватым отблеском на теле. Радужины жёлтые. В зимнем наряде его оперение переливается красками меньше. У самки оперение верхней части тела бурого цвета, нижняя часть тела окрашена немного светлее. Радужины коричневые.

## Распространение
Блестящий малый трупиал распространён на юге Канады и в США. На зимовку вид мигрирует в Средний Запад и на юг США до Мексики. Он населяет луга, поля и городские ландшафты. Особенно на востоке это частый гость в садах. Где область распространения перекрывается областью распространения обыкновенного гракла, птица живёт скорее на открытых ландшафтах, во то время как гракл предпочитает город или его окраины.

## Образ жизни
Птица охотно объединяется, также с родственными видами, в большие стаи. Иногда такие массовые скопления птиц могут нанести вред посевам. Блестящий малый трупиал ищет на мелководье или на земле семена и беспозвоночных. Иногда он ловит в полёте насекомых.

## Размножение
Представители вида гнездятся свободными колониями, которые могут охватывать до 100 гнездящихся пар. Самка кладёт в шарообразное гнездо в кусте или на дереве от 3-х до 7-и яиц, высиживание которых длится примерно 2 недели. Через следующие 2 недели птенцы становятся самостоятельными.